# Cantón de Pont-Sainte-Maxence
El cantón de Pont-Sainte-Maxence es una división administrativa francesa, situada en el departamento de Oise y la región de Picardía.
Desde 1985, su consejero general es Jean-Claude Hrmo, de la UMP, que además es el alcalde de Verneuil-en-Halatte.

## Geografía
Este cantón se organiza alrededor de Pont-Sainte-Maxence, en el distrito de Senlis. Su altitud varía de 25 m (Verneuil-en-Halatte) a 223 m (Pontpoint), teniendo una altitud media de 64 m.

## Composición
El cantón de Pont-Sainte-Maxence agrupa 13 comunas y cuenta con 27 000 habitantes (según el censo de 1999).
| Comunas                 | hab.   | código postal | código INSEE |
| ----------------------- | ------ | ------------- | ------------ |
| Beaurepaire             | 67     | 60700         | 60056        |
| Brasseuse               | 136    | 60810         | 60100        |
| Fleurines               | 1 764  | 60700         | 60238        |
| Pontpoint               | 2 794  | 60700         | 60508        |
| Pont-Sainte-Maxence     | 12 445 | 60700         | 60509        |
| Raray                   | 144    | 60810         | 60525        |
| Rhuis                   | 84     | 60410         | 60536        |
| Roberval                | 351    | 60410         | 60541        |
| Rully                   | 732    | 60810         | 60560        |
| Saint-Vaast-de-Longmont | 539    | 60410         | 60600        |
| Verberie                | 3 283  | 60410         | 60667        |
| Verneuil-en-Halatte     | 4 037  | 60550         | 60670        |
| Villeneuve-sur-Verberie | 624    | 60410         | 60680        |

## Demografía
| 15,676 | 17,890 | 19,543 | 21,354 | 23,851 | 27,000 |
| Para los censos de 1962 a 1999 la población legal corresponde a la población sin duplicidades (Fuente: INSEE [Consultar]) |        |        |        |        |        |